# Orune
Orune (sardisk: Urùne, Orùne) er en by og en kommune (comune) i provinsen Nuoro i regionen Sardinien i Italien. Byen ligger i 745 meters højde og har 2.353 indbyggere (2016). Kommunen har et areal på 128,45 km² og grænser til kommunerne Benetutti, Bitti, Dorgali, Lula, Nule og Nuoro.